# Gudrun Deubener
Gudrun Deubener (geborene Rammler; * 17. Oktober 1931 in Gößnitz, Thüringen; † 4. Juni 2009) war eine deutsche Drehbuchautorin und Szenaristin.

## Leben
Deubener studierte Theaterwissenschaft in Weimar sowie an der Theaterhochschule Leipzig. Zunächst arbeitete sie am Leipziger Staatstheater, bevor sie 1955 als Drehbuchautorin zur DEFA nach Babelsberg wechselte. Dort schrieb sie unter anderem für Kinderfilme und Märchenverfilmungen wie Rotkäppchen und Schneewittchen. 1990 setzte sie sich zur Ruhe, arbeitete jedoch weiterhin als Beraterin für die DEFA.
Im Jahr 1979 wurde sie mit dem Nationalpreis der DDR II. Klasse für Kunst und Literatur ausgezeichnet.

## Filmografie (Auswahl)
Dramaturgie:
- 1957: Sheriff Teddy
- 1961: Schneewittchen
- 1962: Rotkäppchen
- 1963: Frau Holle
- 1964: Lütt Matten und die weiße Muschel
- 1964: Die goldene Gans
- 1965: König Drosselbart
- 1966: Die Reise nach Sundevit
- 1967: Der Revolver des Corporals
- 1968: Wie heiratet man einen König?
- 1971: Männer ohne Bart
- 1974: … verdammt, ich bin erwachsen
- 1975: Konzert für Bratpfanne und Orchester
- 1975: Blumen für den Mann im Mond
- 1978: Achillesferse
- 1982: Alexander der Kleine
- 1983: Taubenjule

Szenarium/Drehbuch:
- 1960: Das Zaubermännchen
- 1962: Beschreibung eines Sommers
- 1968: Mohr und die Raben von London
- 1970: Wir kaufen eine Feuerwehr
- 1971: Dornröschen
- 1972: Euch werd ich’s zeigen
- 1973: Die Elixiere des Teufels
- 1974: Hans Röckle und der Teufel
- 1976: Ottokar der Weltverbesserer
- 1977: Ein Schneemann für Afrika
- 1978: Ein Sonntagskind, das manchmal spinnt
- 1978: Des Henkers Bruder
- 1982: Der Prinz hinter den sieben Meeren
- 1984: Biberspur
- 1987: Der Schwur von Rabenhorst